# 如琴湖

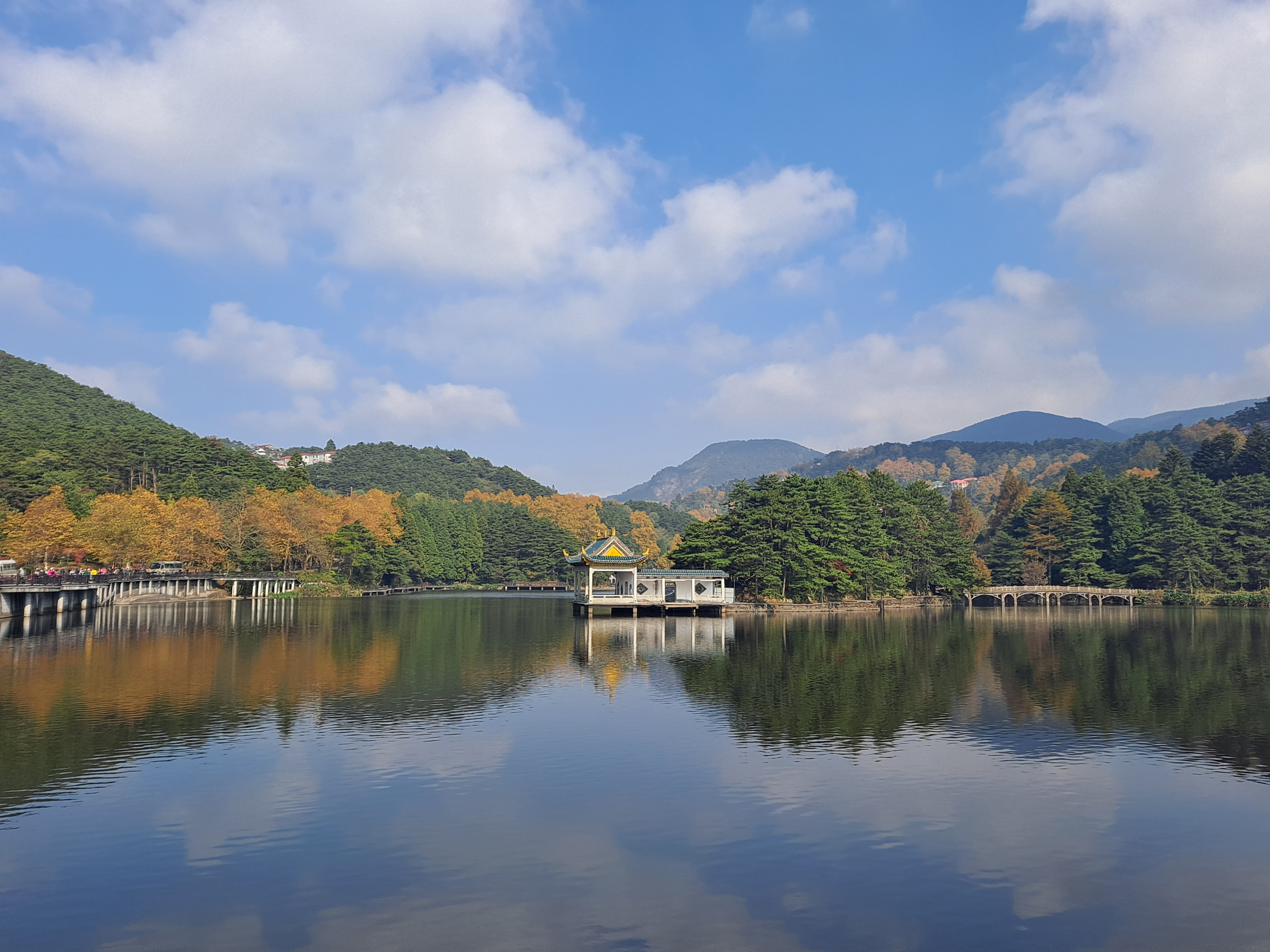
秋日如琴湖

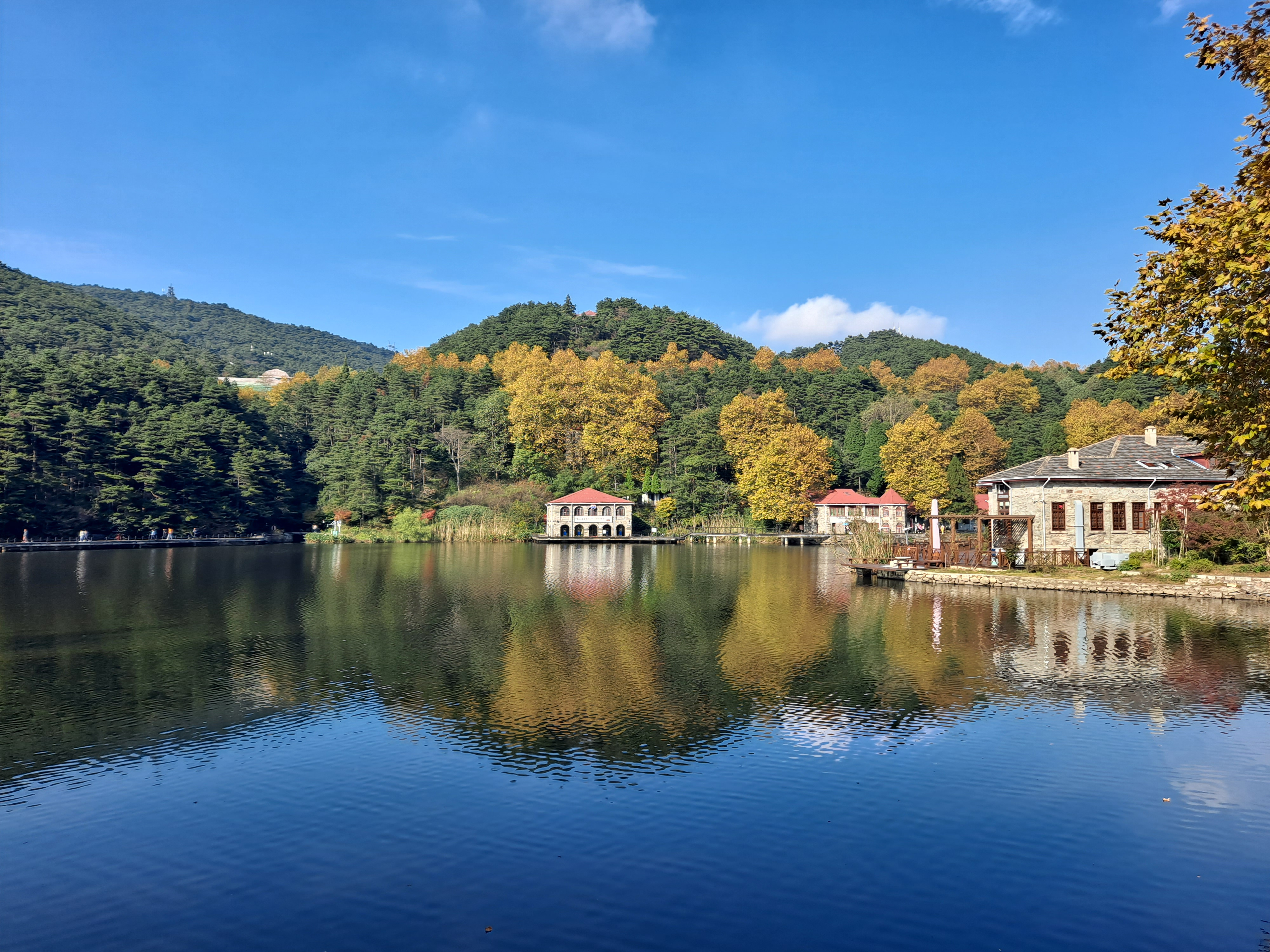
秋日如琴湖

如琴湖，因為形似“小提琴”而得名，位於花徑旁邊，是中國江西廬山上第二個人工湖，建於1960年代初期。湖邊景色四季宜人，夏季有水汽從遠山傾瀉而下，如臨仙境。